# Cacicus solitarius
Cacicus solitarius là một loài chim trong họ Icteridae.